# Bras-Panon

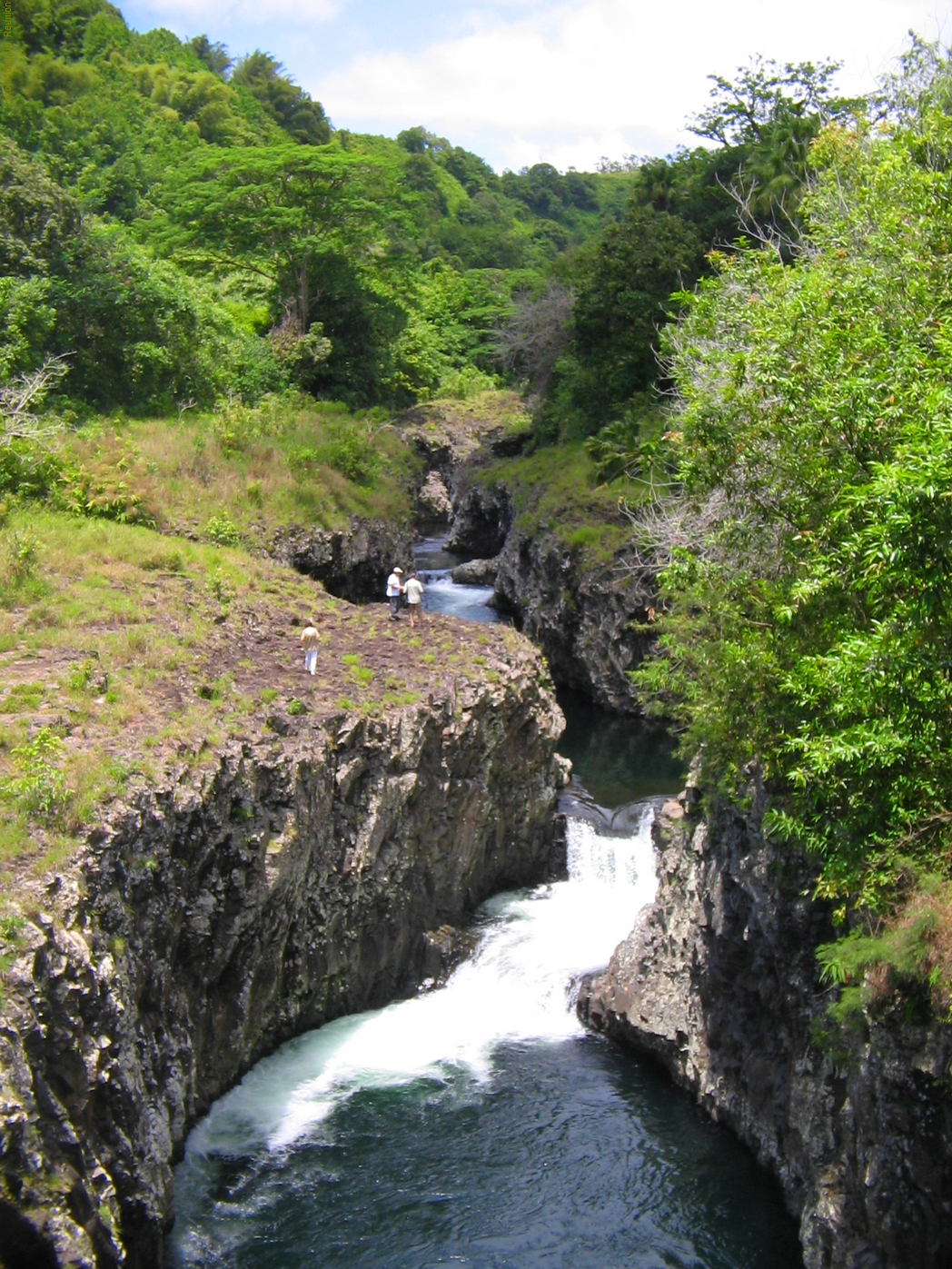
Bassin de la Paix

Bras-Panon ist eine französische Gemeinde mit 13.131 Einwohnern (1. Januar 2022) im Übersee-Département Réunion. Sie gehört zum Arrondissement Saint-Benoît und zum Kanton Saint-André-3 (bis 2015 Kanton Bras-Panon). Sie ist überdies Mitglied des Gemeindeverbandes Réunion Est.

## Geografie
Das 88,55 km² große Gemeindegebiet von Bras-Panon umfasst einen etwa 2,5 Kilometer langen Abschnitt der Küste des Indischen Ozeans im Nordosten der Insel Réunion und das bergige, bis zum Mazerin auf 2092 m Meereshöhe ansteigende Hinterland. Die aus dem Inselinneren kommenden Flüsse Rivière des Roches und Rivière du Mât begrenzen das Gemeindeareal im Nordosten und Südwesten. Die Bergflüsse überwinden die großen Höhenunterschiede teilweise mit hohen Wasserfällen (Cascade du Chien, Cascade Blanche). Zu den eindrucksvollsten Naturschauspielen gehören die Wasserfälle in der Schlucht Trou de Fer an der Grenze zum Gemeindegebiet von Salazie.
Nachbargemeinden von Bras-Panon sind Saint-André im Norden, Saint-Benoît im Süden sowie Salazie im Südwesten.

## Bevölkerungsentwicklung
| Jahr      | 1967 | 1974 | 1981 | 1990 | 1999 | 2007   | 2009   | 2018   |
| --------- | ---- | ---- | ---- | ---- | ---- | ------ | ------ | ------ |
| Einwohner | 5533 | 5941 | 6945 | 8455 | 9683 | 11.216 | 11.699 | 12.768 |

## Geschichte
1736 beauftragte Bertrand François Mahé de La Bourdonnais, Gouverneur der Île de Bourbon (alter Name für La Réunion), die angesehene französische Siedlerfamilie Panon mit der Vermessung des Gebietes zwischen den beiden Flussregionen Rivière du Mât und Rivière des Roches. Joseph Panon (1697–1767), Sohn des Siedlers Augustin Panon (1664–1749), wurde mit der Kartografierung beauftragt, wobei Joseph sich im schwierigen Gelände des Felsgebietes am Rivière des Roches bei einem Absturz einen Arm brach. Aufgrund der Begebenheit erhielt der Ort den Namen Bras-Panon (deutsch: „Arm des Panons“). Der heutige Stadtname Bras-Panon wurde per Dekret vom 24. Februar 1882 vom damaligen französischer Staatspräsident François Paul Jules Grévy aufgrund dieser Begebenheit bestätigt und amtlich eingeführt.
1882 wurde Bras-Panon selbständige Gemeinde. Bis dahin hatte die Siedlung zur Gemeinde Saint-Benoît gehört. Damals zählte die Stadt 2.587 Einwohner und Einwohnerinnen.

## Klima
Das Klima ist tropisch, es bleibt das ganze Jahr warm und ist durch Passatwinde geprägt. Regen fällt etwa 100 Tage und der Passatwind weht rund 90 Tage pro Jahr.

## Wirtschaft
Das Umland der Stadt ist fruchtbar und gut bewässert und ist ein bedeutender Produzent von Bourbon-Vanille. Jedes Jahr im Mai findet in Bras-Panon eine große Landwirtschaftsmesse statt.

## Gemeindepartnerschaften
Seit 2005 besteht eine Partnerschaft zwischen Bras-Panon und der Gemeinde Chiconi im französischen Übersee-Département Mayotte.